# あじまる
あじまるは、日本の漫画家。1998年、松文館からデビュー。
2008年現在、実家に帰ってほぼ休筆状態となっている。

## 作品リスト
全て松文館から刊行。
- 少女はそれをがまんできない

2000年7月。ISBN 978-4790105909
- 乙女座の少女たち

2001年12月。ISBN 978-4790107941
- ちょっぴり小悪魔

2006年7月26日。ISBN 978-4790117674